# Leucite
La leucite (simbolo IMA: Lct), a volte indicata come leucolite, o silicato di allumina di potassio o granato bianco, è un minerale piuttosto raro della classe dei minerali di "silicati e germanati" con la composizione chimica KAlSi2O6..
La leucite è un feldspatoide in attesa di assegnazione al gruppo della cancrinite.
La leucite è dimorfica, il che significa che si presenta in diverse manifestazioni cristalline (modificazioni) con la stessa composizione chimica. La leucite formatasi naturalmente cristallizza a oltre 900 °C prima nel sistema cubico (leucite alta) e poi passa al sistema tetragonale (leucite bassa) a una temperatura compresa tra 600 e 700 °C. A seconda della fonte, viene menzionata anche una temperatura di conversione di 605 °C o 630 °C.

## Etimologia e storia
La leucite fu scoperta per la prima volta sul Monte Somma, nella città metropolitana di Napoli, e descritta nel 1791 da Abraham Gottlob Werner, che chiamò il minerale con l'antica parola greca λευκός ('leukós', bianco) a causa del suo colore bianco frequente.
Quando Martin Heinrich Klaproth analizzò la leucite nel 1797, scoprì per la prima volta la potassa (nota anche come "alcali vegetali") in un minerale.

## Classificazione
La 9ª edizione della sistematica minerale di Strunz, in vigore dal 2001 e aggiornata dall'Associazione Mineralogica Internazionale (IMA) fino al 2009, elenca la leucite nella classe dei "9. Silicati (germanati)" e nella sottoclasse "9.G Tettosilicati con H2O zeolitica; famiglia della zeolite"; questa è ulteriormente suddivisa in base alla struttura, in modo che il minerale possa essere trovato nella sezione "9.GB Catene di anelli di 4 membri con connessione singola"" in base alla sua struttura, dove, insieme ad ammonioleucite, analcime, hsianghualite, lithosite, pollucite e wairakite, forma il sistema nº 9.GB.05.
Questa classificazione viene mantenuta anche nell'edizione successiva, proseguita dal database "mindat.org" e chiamata Classificazione Strunz-mindat.
Anche la sistematica dei minerali Dana, utilizzata principalmente nel mondo anglosassone, elenca la leucite nella classe dei "silicati e germanati" e lì nella sottoclasse dei "tectosilicati: reticoli Al-Si". Qui è insieme all'ammonioleucite nel "gruppo della leucite" con il numero di sistema 76.02.02 all'interno della sottosezione "tectosilicati: reticoli Al-Si, rappresentanti dei feldspati e specie correlate”.

## Abito cristallino
La leucite cristallizza nel sistema tetragonale con il gruppo spaziale I41/a (gruppo nº 88) con i parametri di reticolo a = 13,056 Å e c = 13,751 Å, oltre ad avere 16 unità di formula per cella unitaria.

## Proprietà
La leucite da sola non fonde sul carbone nemmeno se sottoposta al tubo di saldatura. Insieme al borace, invece, si dissolve lentamente, formando una perla chiara di colore marrone chiaro.
La leucite viene disciolta dall'acido cloridrico e dall'acido fluoridrico, per cui la silice risultante precipita come polvere in acido cloridrico.
Al microscopio, la leucite mostra spesso contorni ottagonali idiomorfi, ma a volte solo forme arrotondate. A causa della bassa rifrazione della leucite, questi possono sembrare buchi in una sezione sottile. Tipica della leucite è la presenza di inclusioni orientate (cristalli più piccoli, vetro) lungo le superfici esterne dei cristalli (i cosiddetti "cerchi di cenere"). Sotto i filtri polarizzatori incrociati, compaiono spesso lamelle gemelle debolmente birifrangenti, che possono essere disposte diversamente nei campi differenti di un cristallo.

## Origine e giacitura
La leucite è un tipico minerale magmatico ad alta temperatura e si forma quando le lave ricche di alcali di silice si solidificano. È nota come leucitfonolite, leucitofiro e basalto leucite. Lì si trova in paragenesi principalmente insieme ad analcime, augite, biotite, kalsilite, labradorite, microclino, montmorillonite, natrolite, nefelina, olivina e ortoclasio. Inoltre, si trovano anche pseudomorfosi dall'ortoclasio alla leucite. Poiché è a basso contenuto di silice come la nefelina, non si trova mai accanto al quarzo, il che può essere usato come indicatore di un eccesso di silice nella roccia.
Essendo una formazione minerale piuttosto rara, la leucite può essere abbondante in alcuni luoghi in vari siti, ma nel complesso non è molto comune. Finora (a partire dal 2013) sono noti circa 190 siti. Oltre che nella località tipo Monte Somma, il minerale si trovava anche in Italia in diverse località del comune di Roccamonfina, sul Vesuvio e sull'isola di Procida in Campania; nella Grotta del Cervo nei pressi di Carsoli in Abruzzo; al Monte Vulture in Basilicata; nei pressi di Paola in Calabria; in molte località delle province di Roma e Viterbo nel Lazio; sull'Etna in Sicilia; a Pitigliano in Toscana e a Spoleto, San Venanzo e Orvieto in Umbria.
In Germania, il minerale si trovava vicino a Maleck, al lago Titisee e a Eichberg vicino a Oberrotweil nel Baden-Württemberg; si trova sullo Zinster Kuppe vicino a Kemnath e sullo Zeilberg in Baviera. In Assia, la leucite si trova sui cumuli di scorie dell'Hessenhütte nei monti Richelsdorf e in numerosi luoghi del Vogelsberg: ad esempio, nelle nefelindoleriti di Meiches come masse xenomorfe, bianco-giallastre, e spesso come minerale di formazione rocciosa che può essere rilevato solo microscopicamente o radiograficamente, ad esempio vicino a Watzenborn-Steinberg, in una cava di basalto vicino a Gonterskirchen e vicino a Ettingshausen. La leucite è stata trovata anche in molti luoghi dell'Eifel della Renania-Palatinato, come nelle vicinanze di Andernach, Hillesheim, Laacher See e Mendig.
In Austria, la leucite è finora conosciuta solo dallo Stradner Kogel vicino a Merkendorf-Wilhelmsdorf e da una cava di basalto vicino a Klöch in Stiria.
L'unica località conosciuta in Svizzera finora è Reiat nel Canton Sciaffusa.
Noti per gli straordinari ritrovamenti di leucite sono il Vesuvio in Italia e il Laacher See in Germania, dove sono stati trovati cristalli ben sviluppati di diversi centimetri di diametro.
Diversi altri siti sono sparsi per tutto il mondo.

## Utilizzi

### Come materia prima
In alcuni paesi, come l'Italia, le rocce leucitiche vengono utilizzate come materia prima per l'estrazione di potassio e alluminio.
In odontoiatria, la leucite viene utilizzata come materia prima per la produzione di ceramiche per protesi dentarie come intarsi e corone parziali. Può essere pressata in un processo speciale ed è quindi un'alternativa all'ossido di zirconio, che deve essere macinato.

### Come pietra preziosa
Occasionalmente, la leucite viene anche trasformata in pietre preziose da collezionisti e tagliatori per hobby, alla quale viene principalmente dato un taglio sfaccettato.

## Forma in cui si presenta in natura
La leucite sviluppa principalmente cristalli di icositetraedro trapezoidale chiaramente riconoscibili, ma si presenta anche sotto forma di aggregati minerali granulari o massicci. Nella sua forma pura, è incolore e trasparente. Tuttavia, a causa della rifrazione multipla della luce dovuta a difetti di costruzione del reticolo o alla formazione policristallina, può anche apparire bianco e, a causa di miscele estranee, assumere un colore grigio o da giallastro a rossastro, con una conseguente diminuzione della trasparenza. Le superfici in cristallo trasparente e non esposte alle intemperie hanno una brillantezza simile al vetro e anche le superfici spaccate o fratturate hanno una brillantezza "unta". Tuttavia, la maggior parte dei cristalli di leucite sono di colore bianco opaco a causa della formazione di lamelle quando vengono convertiti in leucite profonda.